# Tesselação do Cairo

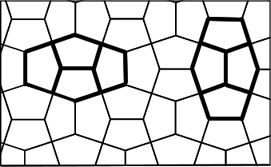
Tesselação do Cairo

Esta tesselação aparece frequentemente nas ruas do Cairo, Egito e em painéis de arte islâmica.
O pentágono tem 5 lados com a mesma medida. Tem dois ângulos retos, e três ângulos de 120°. Tal como qualquer pentágono, a soma dos seus ângulos é de 540°. 
É uma das 15 tesselações pentagonais isoédricas conhecidas.
Também é designada rede de MacMahon devido a Percy Alexander MacMahon e à sua publicação de 1921 New Mathematical Pastimes.
Conway chamou-lhe 4-fold pentille.